# Berufsverband Deutscher Baubiologen
Der Berufsverband Deutscher Baubiologen VDB e. V. ist ein Zusammenschluss von unabhängigen Fachpersonen und vereidigten Sachverständigen aus den Fachbereichen Biologie, Chemie, Elektrotechnik und Bauwesen.
Der VDB versteht unter Baubiologie eine kritische Auseinandersetzung mit Einflüssen der bebauten Umwelt auf die Gesundheit der Menschen. Der VDB stellt eine Berufsvertretung seiner Mitglieder dar und arbeitet auf deutscher und internationaler Ebene.  Eine fachübergreifende Zusammenarbeit im Verbund mit Fachverbänden, Umweltmedizinern, Juristen und Bausachverständigen soll ein ganzheitliches Vorgehen auf breiter Basis ermöglichen.
Die Ziele des VDB sind:
- Förderung eines Qualitätsmanagements jedes tätigen Ordentlichen Mitgliedes nach internationalen Standards;
- stetige Weiterentwicklung der VDB-Richtlinien;
- richtungweisend im Bereich der Gebäudediagnostik durch Weiterentwicklung des Erkenntnistandes und analytischer Methoden im Bereich der Baubiologie zu sein;
- Durchführung von Fachtagungen, Seminaren und Weiterbildungsmaßnahmen mit dem Ziel, die fachliche Kompetenz der Mitglieder stetig zu fördern und anderen Fachgruppen und Verbänden die erworbenen baubiologischen Erkenntnisse zu kommunizieren;
- Förderung einer fachübergreifenden Zusammenarbeit;
- Schutz und Schaffung der Unverwechselbarkeit der Berufsbezeichnung „Baubiologin/Baubiologe VDB“;
- Interessenvertretung nach außen;
- die Interessen der Verbraucher durch Aufklärung und Beratung in Bezug auf vermeidbare Umwelt- und Gesundheitsrisiken in Gebäuden zu schützen;
- seine Mitglieder in sämtlichen beruflichen Angelegenheiten in wirtschaftlicher, rechtlicher, fachlicher und technischer Hinsicht zu beraten unter Beachtung des Rechtsberatungsgesetzes;
- bei Bedarf Wettbewerbsregeln zu erarbeiten und diese bei der zuständigen Kartellbehörde zur Eintragung gelangen zu lassen;
- unlauteren Wettbewerb in der geschäftlichen Werbung und jeglicher sonstigen Ausprägung mit allen zu Gebote stehenden Mitteln zu bekämpfen sowie allen Verstößen gegen kaufmännische Gepflogenheiten und Anstand entgegenzutreten;
- die zuständigen Behörden über die Probleme, Anliegen und Wünsche seiner Mitglieder unterrichtet zu halten;
- die gesetzgebenden Körperschaften in Bund, Ländern und Kommunen bei der Ausarbeitung und Vorbereitung einschlägiger Gesetzesvorhaben, Rechtsverordnungen und Satzungen zu beraten und zu unterstützen;
- mit anderen Verbänden und sonstigen Organisationen Beziehungen sowie Informations- und Gedankenaustausch zu pflegen, insbesondere den wechselseitigen Beitritt zu ermöglichen, bei Bedarf wechselseitige Unterstützung zu gewähren;
- durch Öffentlichkeitsarbeit Kontakt zur Presse zu halten, die Medien (z. B. Internet, Fach- und Publi-kumszeitungen und -zeitschriften sowie Rundfunk und Fernsehen) über Probleme, Anliegen und Wünsche des Verbandes und seiner Mitglieder in Kenntnis zu setzen sowie für ein günstiges Bild und Ansehen des Verbandes und seiner Mitglieder in der Öffentlichkeit zu sorgen.

Baubiologen des VDB verpflichten sich dazu, dass sie Messungen und Analysen mit wissenschaftlich anerkannten und reproduzierbaren Methoden durchführen. Sie können sich beim VDB als „Baubiologen VDB“ zertifizieren lassen, wenn sie die dafür festgelegten Qualitätskriterien erfüllen.
Baubiologische Untersuchungen physikalischer, chemischer und mikrobiologischer Art haben den Zweck, Belastungen in Innenräumen sowie ihre Ursachen aufzudecken, um gezielte und effiziente Sanierungsmaßnahmen einleiten zu können. Damit Umweltrisiken in Gebäuden sicher erkannt und beseitigt werden können, bedarf es einer Qualitätssicherung.
Der VDB ist aktiv tätig bei der Weiterbildung für Mitglieder und die Fachwelt.